# Frice
Frice ist ein Musikalbum von Bobby Bradford, Frode Gjerstad, William Roper und Alex Cline. Die am 6. August 2022 in Los Angeles entstandenen Aufnahmen erschienen am 15. Juli 2024 auf Fundacja Słuchaj.

## Hintergrund
Seit den 1980er-Jahren arbeitete der amerikanische Kornettist Bobby Bradford in verschiedenen Besetzungen mit dem norwegischen Saxophonisten Frode Gjerstad zusammen, zu hören auf Alben wie Blue Cat (1991, ed. 2019, mit Kent Carter und John Stevens), Kapen (2012, mit Ingebrigt Håker Flaten, Paal Nilssen-Love) und Dragon (2012). Mitte 2022 kamen die beiden Musiker erneut zusammen, in einem Quartett mit dem Tubisten William Roper und dem Schlagzeuger Alex Cline.

## Titelliste
- Bobby Bradford / Frode Gjerstad / William Roper / Alex Cline: Frice (Fundacja Słuchaj FSR 19|2024)[1]

1. Abyssopelagic Zone 7:53
2. Wraith of Desapair 10:09
3. Divalproex Haze 9:48
4. Lajabless 10:21
5. Revels 10:55

## Rezeption
Am bemerkenswertesten sei das Spiel des damals 88-jährigen Bradford, dessen Blechbläser-Timbre sowohl geradlinig als auch mit Dämpfer-Lauten oder aufsteigenden Triolen so klar und maßgeblich klinge wie damals, als er in den 1960er- oder 1970er-Jahren Partner von Ornette Coleman oder John Carter war, schrieb Ken Waxman (Squid’s Ear). Gjerstad habe mit seinen 74 Jahren ebenfalls die volle Kontrolle.
Indem er seine Töne mit dem Kornettisten verschränke, ob es sich nun um glatte Triller handele, die aufsteigende Riffs ergänzen, oder um Chalumeau-Growls, die äquietschende Triolen herausforderten, lege er Wert auf eine raffinierte Mischung. Die für die Band anschaulichste Melodie sei „Divalproex Haze“; gebaut um Bradfords zarte Triolenüberlagerung, werde seine einzigartige Form einzigartig definiert. Frice sei ein Freude bereitendes Treffen für alle [Beteiligten], das eine Sammlung unaufhaltsamer kreativer Musik einfange und gleichzeitig Bradfords immer noch starke Kraft und Fähigkeit unterstreiche.